# Forces armées lettones
Les Forces armées nationales lettones (en letton : Latvijas Nacionālie bruņotie spēki or NBS) comptent 5 310 personnes sous les drapeaux en 2015.

## Historique
Pendant la révolution russe, la Lettonie et l'Estonie réunie dans le Duché balte uni sous la houlette de l'empire allemand déclare leur indépendance de l'empire russe et combattent l'armée rouge à l'aide du Baltische Landeswehr.
Les membres des bataillons lettons de l'armée russe accueillent pour la plupart favorablement le nouveau gouvernement bolchevik, par sympathie pour les idéaux communistes ou par souhait de mettre fin à la première guerre mondiale. Constituant une force armée jugée bien organisée et loyale, les tirailleurs lettons combattent sur les fronts les plus cruciaux au cours de la guerre civile, participant à la défense de Petrograd contre les troupes du général tsariste Nikolaï Ioudenitch, ou de Moscou face à l'armée de Denikine. En 1919, ils sont même parvenus à instaurer, bien que brièvement, un gouvernement soviétique en Lettonie[réf. souhaitée].

## Caractéristiques après l'indépendance de 1990
Le concept de défense letton est basé sur le modèle Suédo-Finnois d'une force de réaction rapide comprenant une structure de mobilisation et un petit noyau de militaires professionnels. Les forces armées se composent d'une infanterie motorisée, d'une force aérienne et de forces navales. Leur effectif total est de 5 310 hommes.
La Zemessardze ou Garde nationale, est une formation paramilitaire autonome forte de 7850 volontaires.
Après son adhésion à l'Otan, la Lettonie a basculé vers l'armée de métier : les dernière conscrits astreints au service militaire ont été ceux de la classe 2005, et les 84 derniers appelés ont été rendus à la vie civile le 23 novembre 2006. Depuis le 1er janvier 2007, l'armée lettone est exclusivement composée de professionnels sous contrat.
Après l'Invasion de l'Ukraine par la Russie depuis 2022, le pays, craignant une attaque russe, a décidé en juillet 2022 de rétablir le service militaire d’un an pour les cinq prochaines suivantes, à partir de janvier 2023 pour les jeunes de 18 à 27 ans.
Janis Garisons, secrétaire d’État du ministère de la Défense explique :

« Nous commençons par un premier appel de 500 volontaires dans la première partie de 2023 pour atteindre les mille dans l’année. Si en juillet nous n’atteignons pas l’objectif de 500 volontaires, on lancera un système de loterie pour sélectionner des jeunes. Notre objectif est d’avoir 7 500 conscrits dans cinq ans. La conscription restera sur la base du volontariat pour les femmes, qui sont déjà 20 % dans nos forces armées. »

Le projet prévoit un service civique pour les objecteurs de conscience ou l’engagement dans la garde nationale, une organisation paramilitaire.
Les dépenses militaires ont augmenté au cours des dernières années, et représentaient 3,2 % du budget de l'État en 2024.
La Lettonie coopère avec l'Estonie et la Lituanie au sein du bataillon d'infanterie mixte balte BALTBAT et de l'escadre navale BALTRON destinés aux opérations de maintien de la paix.

### Baltic Naval Squadron
Le BALTRON est une force navale mixte. Composée de navires, et de leurs équipages détachés en rotations de la marine de chacun des trois pays au sein de cette unité. Cette unité navale permanente créée en 1998 a un état-major mixte qui assure la présence en mer permanente ainsi que la formation des équipages.
Depuis le 29 mars 2004, la Lettonie a officiellement rejoint l'OTAN. Celle-ci a pris en charge la surveillance et la protection de l'espace aérien letton, que les forces armées du pays ne sont pas en mesure d'assurer elles-mêmes. Des chasseurs basés en Lituanie assurent cette mission.

## Organisation
- Forces terrestres : 1850 en 2015[2]
  - Garde nationale (Zemessardze) : 7850
- Forces navales : 550
- Force aérienne : 310
- Interarmées : 2600.

## Les forces terrestres

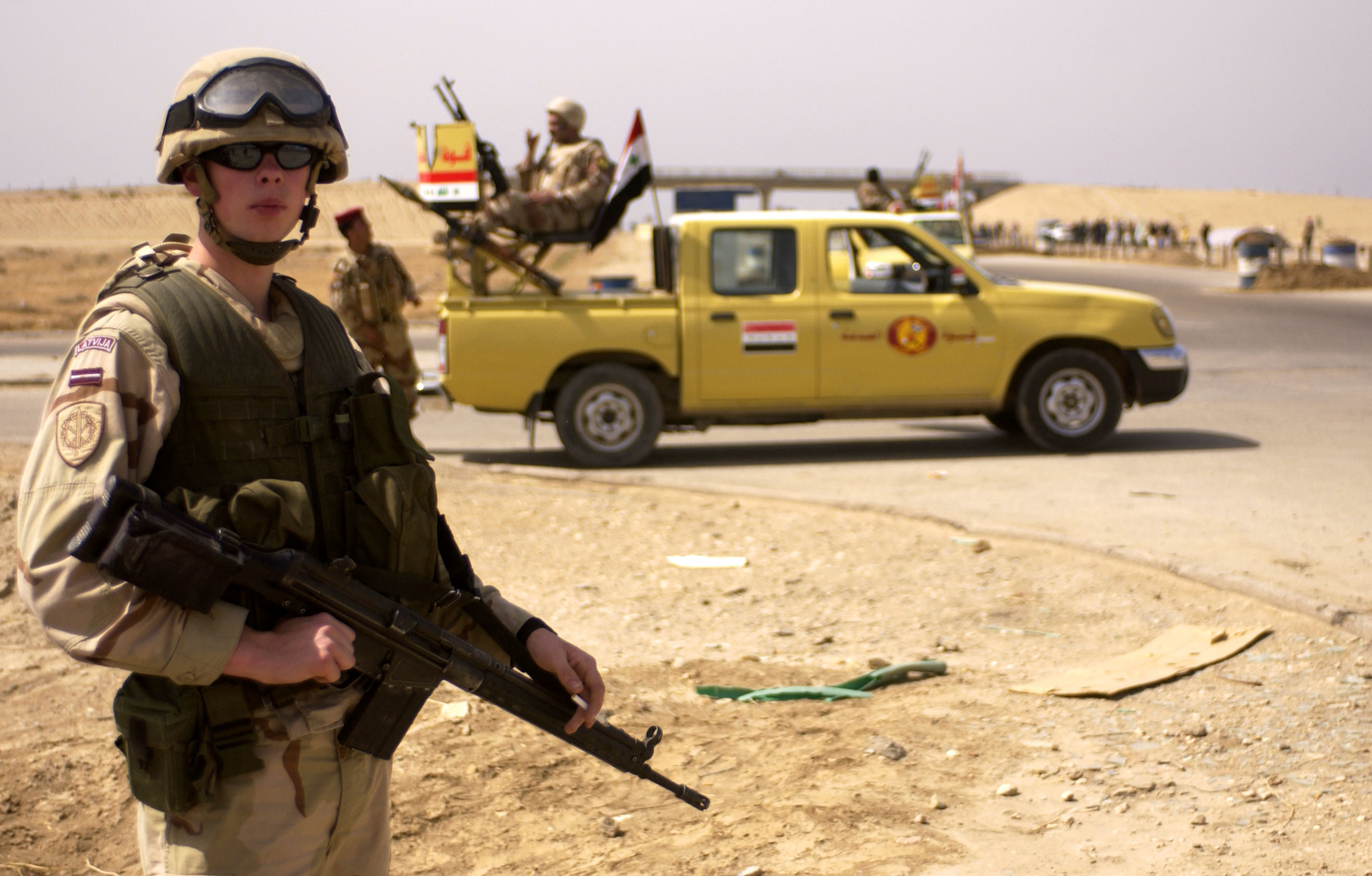
Soldat letton de la Coalition militaire en Irak à Diwaniyah durant la guerre d'Irak en 2006.

Son effectif est de 2 134 hommes dont 305 civils[Quand ?]. Son modèle d'organisation se fonde sur deux structures de base : des LATBAT (bataillon d'infanterie légère) et des centres d'entraînement. Les forces armées ont récemment conclu un contrat d'équipement avec la firme d'armement Heckler & Koch.

### La Garde nationale
C'est une réserve organisée en 32 bataillons d'infanterie légère et accomplissant en temps de paix des missions de tradition et de garde statique.

### Le nouvel uniforme letton
En 2006, la totalité des forces armées lettones a été dotée de nouveaux uniformes. Selon le ministère de la Défense letton, ces nouvelles tenues peuvent supporter une amplitude thermique allant de −30 °C jusqu'à +50 °C. Elles sont conçues à l'aide d'un procédé unique de camouflage digital.

## Armement
- char T-55-3  Union soviétique (3 unités servant à l’entrainement)
- M109A5Oe : 47 automoteurs de 155 mm rachetés à l'Autriche livrés à partir de 2017[8]
- Combat Vehicle Reconnaissance (Tracked)  Royaume-Uni : 123 exemplaires commandé en 2014 pour une livraison entre 2016 et 2019[9]
  - FV-103 Spartan - transport de troupes
  - FV-104 Samaritan - ambulance
  - FV-105 Sultan - véhicule de commandement
  - FV-106 Samson - véhicule de dépannage[10]
- fusil d'assaut G36E  Allemagne
- pistolet mitrailleur H&K MP5  Allemagne
- missile Stinger  États-Unis
- jeep M998 HMMWV  États-Unis
- fusil de sniper H&K PSG-1  Allemagne
- fusil d'assaut AK4  Suède
- fusil de sniper L96A1  Royaume-Uni
- fusil d'assaut Steyr AUG  Autriche
- fusil d'assaut M16  États-Unis
- pistolet Glock 17  Autriche

L'adhésion à l'OTAN et la rupture avec le passé immédiat expliquent l'absence de matériels ex-soviétiques chez ces soldats baltes.

## Forces navales
La marine dispose d'un effectif de 797 hommes qui arment une flottille de combat à Liepāja et une unité de garde-côtes à Riga. Son navire amiral est le bâtiment poseur de mines Virsaitis (ex-Vale dans la marine Norvégienne).

## Force aérienne
L'aviation lettone compte 247 hommes et fait voler trois Mi-2, quatre Mi-8 et un appareil de transport L-410UVP Turbolet. La défense de l'espace aérien letton est assurée par l'OTAN, qui détache en Lettonie pour cette mission, par rotations de quatre mois, des escadrilles de quatre chasseurs issus d'un état membre.

## Engagements internationaux
En tant que membre de l'OTAN, de l'UE et de l'ONU, la Lettonie participe à différentes opérations de maintien de la paix conduites par ces organisations. Entre 2003 et 2008, l'armée lettone participe à l'opération Liberté irakienne et entre 2004 et 2009 à l'opération EUFOR Althea. Près de 200 militaires lettons ont été déployés dans le cadre de la ISAF en Afghanistan et un soldat letton est mort dans un attentat suicide à Kaboul le 12 août 2008. Voici la revue des effectifs déployés en date du 27 octobre 2014 :
- Mali : 3 militaires dans le cadre de la mission EUTM Mali ;
- République centrafricaine : 1 militaire au sein de la mission EUFOR RCA ;
- Géorgie : 6 observateurs militaires au sein de la mission européenne en Géorgie.